# Tanque de Arenas
Tanque de Arenas är en ort i Mexiko.   Den ligger i kommunen Catorce och delstaten San Luis Potosí, i den centrala delen av landet, 500 km norr om huvudstaden Mexico City. Tanque de Arenas ligger 1 927 meter över havet och antalet invånare är 123.
Terrängen runt Tanque de Arenas är platt söderut, men norrut är den kuperad. Runt Tanque de Arenas är det mycket glesbefolkat, med 4 invånare per kvadratkilometer. Det finns inga andra samhällen i närheten. Omgivningarna runt Tanque de Arenas är i huvudsak ett öppet busklandskap.